# Positon
En physique des particules, le positon,, ou positron (anglicisme), encore appelé antiélectron par convention, est l'antiparticule associée à l'électron. Trouvée au XXe siècle, elle est la première antiparticule découverte. Le positon possède une charge électrique de +1 charge élémentaire (contre −1 pour l'électron), le même spin et la même masse que l'électron. Il est noté 0
+1e ou e+ ou β+.

## Description
La théorisation de cette particule fut provoquée par l'écriture par Paul Dirac, en 1928, d'une équation relativiste décrivant l'électron. Cette équation, appelée maintenant équation de Dirac, admet des résultats dont une part correspond à l'électron, alors qu'une autre, inverse, ne semblait pas, à l'époque, avoir de sens immédiat. En 1929, Dirac proposa la possibilité que cette part soit la description des protons, qui seraient donc les particules inverses des électrons. Cette tentative d'explication fut abandonnée rapidement, et en 1931, Dirac proposa de considérer l'existence d'une nouvelle particule, un « anti-électron » de même masse que l’électron mais de charge opposée.
En 1932, Carl David Anderson annonça les résultats de ses recherches sur les rayons cosmiques : ses photographies prises dans une chambre à brouillard montraient quantité d'électrons, ainsi que quelques traces qui semblaient correspondre à des particules proches des électrons, mais à la charge opposée. Des expérimentations en laboratoires permirent ensuite de découvrir ces positons.
En 1933, Jean Thibaud précise les caractéristiques physiques du positon. Il en mesure la charge et il parvient à observer pour la première fois l'annihilation du positon, avec production de photons de haute énergie, en usant de la technique de la trochoïde.
Dans le vide, le positon est une particule stable. Mais en traversant la matière, quand un positon de basse énergie entre en collision avec un électron de basse énergie, les deux s'annihilent, c'est-à-dire que leur masse est convertie en énergie sous forme de deux photons gamma.
Un positon peut être le produit de désintégration d'un noyau radioactif. Il s'agit alors d'une désintégration β+.
Un positon peut être créé lors de l'interaction d'un photon d'énergie supérieure à 1,022 MeV avec un noyau atomique (2mec2 = 2 × 0,511 MeV, où me est la masse d'un électron et c la vitesse de la lumière). Ce processus s'appelle production de paires (voir Rayon gamma), car deux particules (positon et électron) sont créées par l'énergie du photon.
Les premiers positons furent observés par ce processus lorsque des rayons gamma cosmiques s'enfoncent dans l'atmosphère. On a ensuite détecté (en 2009) des positons émis autour d'un avion en présence de foudre dans un orage.

## Production
Des positons peuvent être produits lors de désintégrations β+ (par exemple lors des désintégrations de 13N ou 22Na) ou par création de paires électron-positon conséquemment à une interaction entre un photon de haute énergie et un noyau atomique. Il est ensuite possible de ralentir ces positons à l'aide d'un modérateur : un monocristal de cuivre ou de tungstène ou du néon solide. Le modérateur à néon solide est particulièrement efficace pour les positons issus de 22Na. Lorsque les positons ont été modérés, ils peuvent être stockés dans un piège de Penning.

## Applications

### Imagerie médicale
La tomographie par émission de positons est une technique d'imagerie médicale qui  consiste à  faire absorber ou injecter au patient un médicament radiopharmaceutique ou un radiotraceur dont l'isotope radioactif est un émetteur de rayonnement β+, c'est-à-dire un émetteur de positons. Ces positons s'annihilent aussitôt, dès qu'ils rencontrent les électrons des tissus environnants, en deux photons gamma. La détection de ces photons permet de localiser le lieu de leur émission et la concentration du traceur en chaque point des organes.

### Physique des particules
Un collisionneur électrons-positons est un accélérateur de particules qui accélère simultanément deux faisceaux de particules en sens inverses, l'un d'électrons, l'autre de positons, afin de les faire entrer en collision frontale. Lors de ces collisions de haute énergie, les électrons et les positons s'annihilent (car les uns sont les antiparticules des autres), ce qui libère une énergie capable de créer de "nouvelles" particules.